# Бетел Тауншип (округ Лебанон, Пенсільванія)
Бетел Тауншип (англ. Bethel Township) — селище (англ. township) в США, в окрузі Лебанон штату Пенсільванія. Населення — 5132 особи (2020).

## Демографія
Згідно з переписом 2010 року, у селищі мешкало 5007 осіб у 1834 домогосподарствах у складі 1395 родин. Було 1944 помешкання
Расовий склад населення:
| - 96,6 % — білих - 0,9 % — чорних або афроамериканців - 0,5 % — азіатів - 0,1 % — вихідців з тихоокеанських островів - 0,1 % — корінних американців |

До двох чи більше рас належало 0,9 %. Частка іспаномовних становила 2,2 % від усіх жителів.
За віковим діапазоном населення розподілялося таким чином: 25,6 % — особи молодші 18 років, 61,3 % — особи у віці 18—64 років, 13,1 % — особи у віці 65 років та старші. Медіана віку мешканця становила 40,2 року. На 100 осіб жіночої статі у селищі припадало 102,8 чоловіків;  на 100 жінок у віці від 18 років та старших — 100,6 чоловіків також старших 18 років.
Середній дохід на одне домашнє господарство  становив 67 412 долари США (медіана — 60 455), а середній дохід на одну сім'ю — 73 104 долари (медіана — 65 306). Медіана доходів становила 49 022 долари для чоловіків та 32 375 доларів для жінок. За межею бідності перебувало 13,5 % осіб, у тому числі 26,8 % дітей у віці до 18 років та 1,7 % осіб у віці 65 років та старших.
Цивільне працевлаштоване населення становило 2414 осіб. Основні галузі зайнятості: освіта, охорона здоров'я та соціальна допомога — 19,0 %, виробництво — 14,4 %, транспорт — 10,4 %, будівництво — 9,6 %.